# Berezna Volea, Liubeșiv
Berezna Volea (în ucraineană Березна Воля) este un sat în comuna Sudce din raionul Liubeșiv, regiunea Volînia, Ucraina.

## Demografie
Componența lingvistică a localității Berezna Volea
     Ucraineană (99,07%)
     Alte limbi (0,93%)
Conform recensământului din 2001, majoritatea populației localității Berezna Volea era vorbitoare de ucraineană (99,07%), existând în minoritate și vorbitori de alte limbi.